# Cladosporium haplophylli
Cladosporium haplophylli är en svampart som först beskrevs av Vasyag. & Tartenova, och fick sitt nu gällande namn av J.C. David 1997. Cladosporium haplophylli ingår i släktet Cladosporium och familjen Davidiellaceae.   Inga underarter finns listade i Catalogue of Life.